# خدمات البترول الجوية
خدمات البترول الجوية أو (بالإنجليزية: PAS - Petroleum Air Services)‏ هي إحدى شركات قطاع البترول المصري، والتي تأسست عام 1982 كشركة مساهمة مصرية. ويقع مقرها الرئيسي في القاهرة، وتتخذ من مطار القاهرة الدولي مركزاً لعملياتها.

## نشاط الشركة

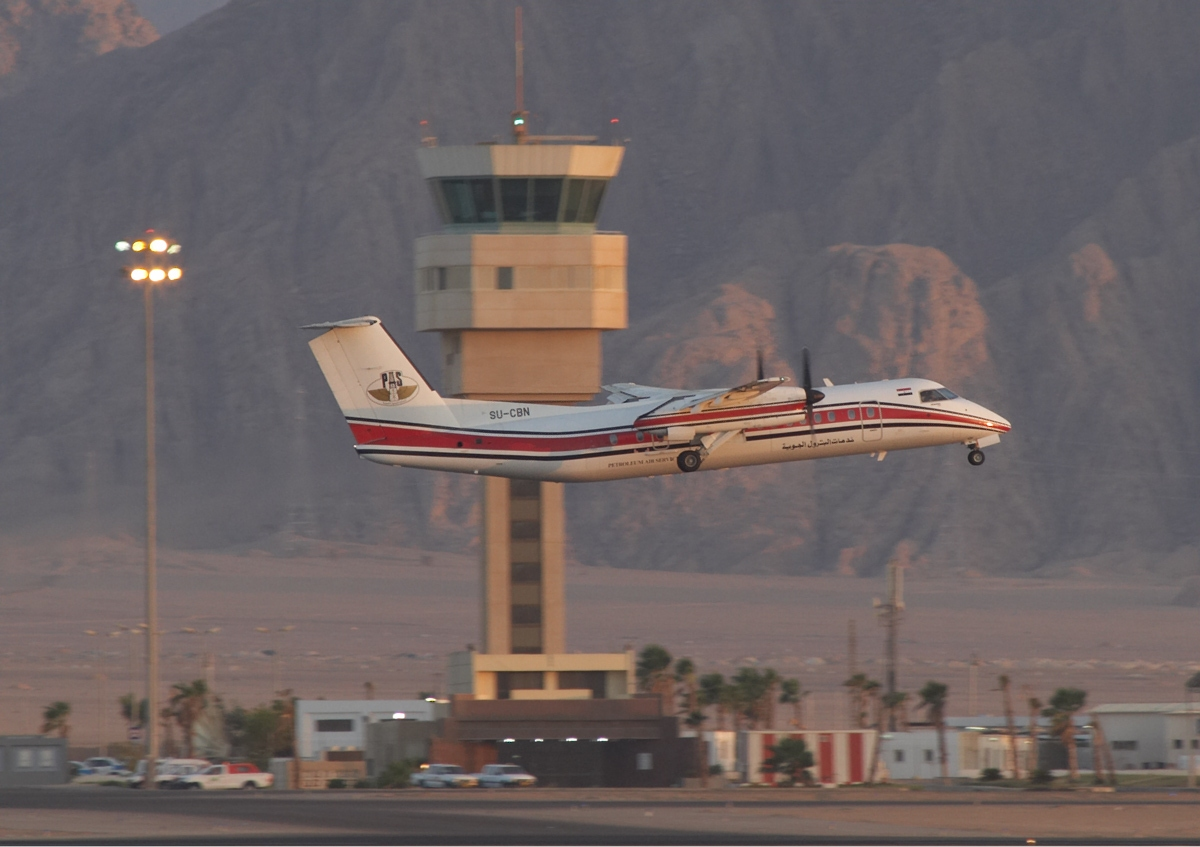

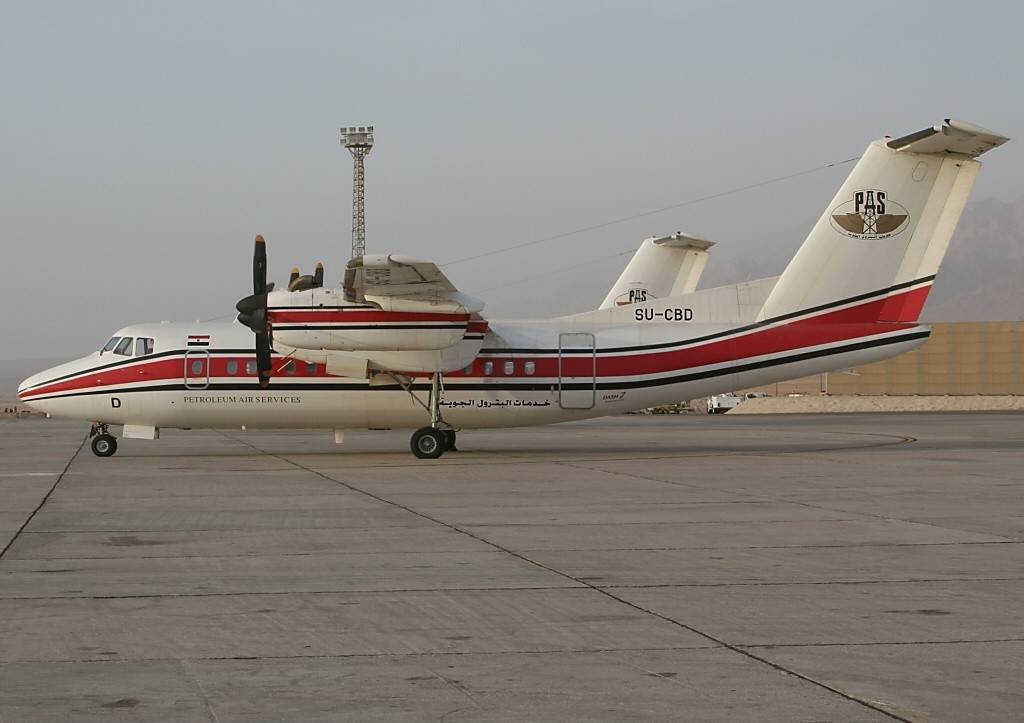

- تختص الشركة في المقام الأول في مجال الخدمات الجوية واللوجستية لصناعة النفط، وذلك من خلال أسطولها من الطائرات النفاثة والمروحية، بالإضافة لذلك تشغل الشركة بعض خطوط الطيران التجارية لنقل الركاب إلى بعض الدول الإقليمية مثل الأردن
- توجد قواعد الشركة في: رأس شقير، ورأس غارب، وزيت باي في البحر الأحمر بالإسكندرية، وبورسعيد في البحر الأبيض المتوسط ؛ وأبو رديس في جنوب سيناء. يقع المركز الرئيسي للإصلاح للمروحيات في رأس بدران في جنوب سيناء، ولطائرات الأجنحة الثابتة في مطار القاهرة الدولي.
- في عام 2008 فازت الشركة بالمناقصة العالمية التي طرحتها شركة طيران النفط الليبى لتقديم خدمات الطيران ونقل الأفراد والمعدات للشركة النرويجية التي تعمل في منطقة حقول بترول سرت البحرية في ليبيا، وبلغت قيمة المناقصة 16 مليون جنيه مصري

## الأسطول

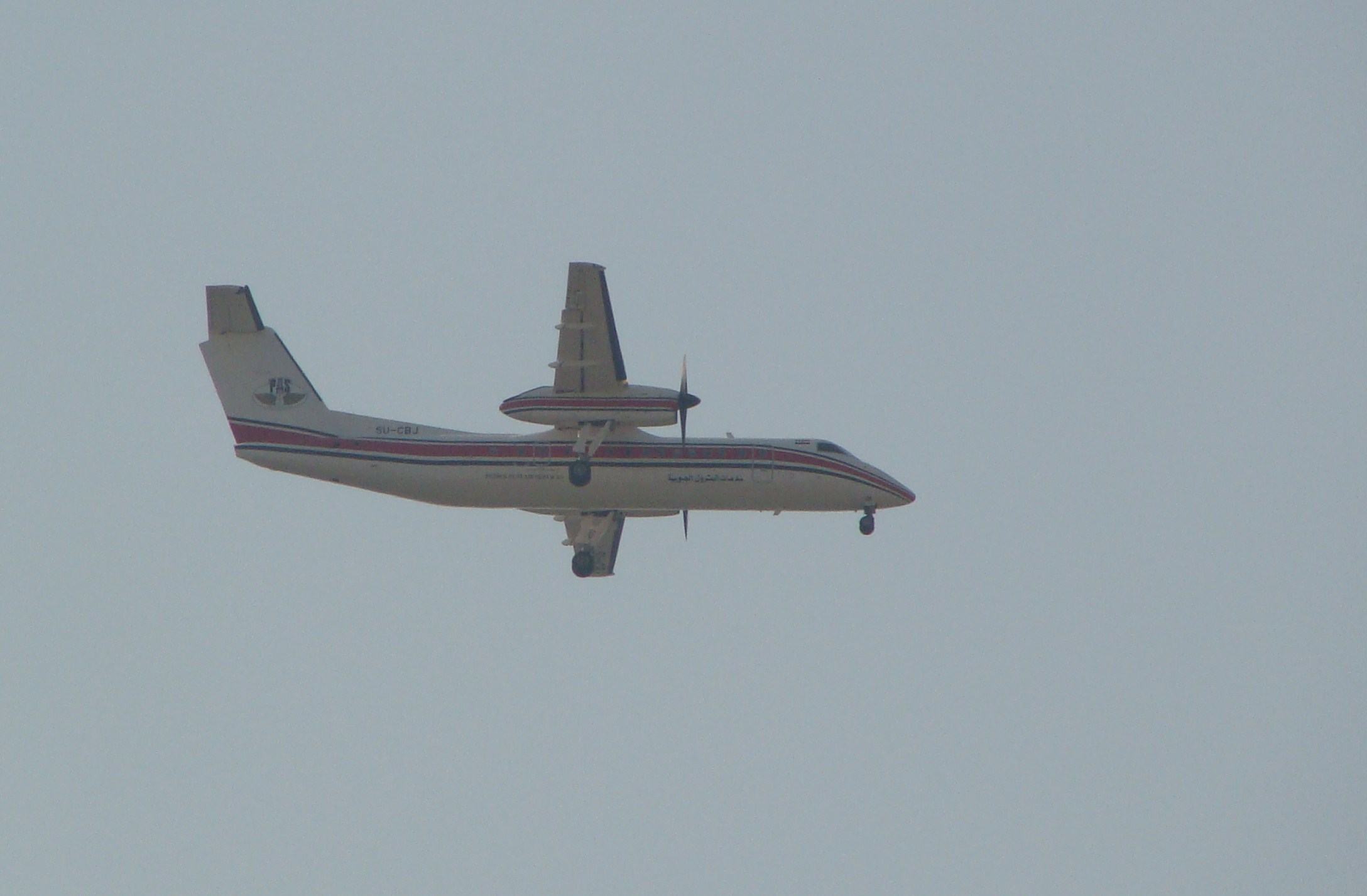
طائرة بومباردييه داش 8 تابة للخدمات البترول الجوية

أسطول خدمات البترول الجوية
| نوع الطائرة             | المجموع |
| ----------------------- | ------- |
| بيل 212                 | 10      |
| بيل 412 HP/EP           | 10      |
| بيل 206L3               | 6       |
| بيل 206B3               | 6       |
| يوروكوبتر EC135P2I      | 2       |
| بومباردييه سي ار جي 900 | 2       |
| بومباردييه داش 8        | 5       |

## المساهمين
- الهيئة المصرية العامة للبترول: 75%
- شركة بريستو: 25%

## رؤساء الشركة
- يحيى حسين.
- جميل مراد.